# Giải thưởng Điện ảnh Hồng Kông lần thứ 2
Giải thưởng Điện ảnh Hồng Kông lần thứ hai được tổ chức năm 1983 tại Hồng Kông.

## Danh sách các đề cử và giải thưởng
| Phim hay nhất                                                                                   | Phim hay nhất         | Phim hay nhất |
| Phim                                                                                            | Tên tiếng Anh         |               |
| ----------------------------------------------------------------------------------------------- | --------------------- | ------------- |
| Đầu bôn nộ hải (投奔怒海)                                                                       |                       |               |
| Tịnh muội tử (靚妹仔)                                                                           |                       |               |
| Sát xuất tây doanh bàn (殺出西營盤)                                                             |                       |               |
| Bại gia tử (敗家仔)                                                                             |                       |               |
| Liệt hỏa thanh xuân (烈火青春)                                                                  |                       |               |
| Đạo diễn xuất sắc nhất                                                                          |                       |               |
| Đạo diễn                                                                                        | Phim                  |               |
| Hứa An Hoa                                                                                      | Đầu bôn nộ hải        |               |
| Lê Đại Vinh                                                                                     | Tịnh muội tử          |               |
| Đàm Gia Minh                                                                                    | Liệt hỏa thanh xuân   |               |
| Thái Kế Quang                                                                                   | Nịnh mông khả nhạc    |               |
| Hồng Kim Bảo                                                                                    | Bại gia tử            |               |
| Kịch bản hay nhất                                                                               |                       |               |
| Biên kịch                                                                                       | Phim                  |               |
| Đới An Bình                                                                                     | Đầu bôn nộ hải        |               |
| Khâu Cương Kiện - Trần Quan Trung Trần Vận Văn - Phương Lệnh Chính Đàm Gia Minh - Kim Bỉnh Hưng | Liệt hỏa thanh xuân   |               |
| Văn tuyển                                                                                       | Tịnh muội tử          |               |
| Lý Bích Hoa                                                                                     | Tế quyển tử           |               |
| Lý Hàn Tường                                                                                    | Vũ tùng               |               |
| Nam diễn viên chính xuất sắc nhất                                                               |                       |               |
| Diễn viên                                                                                       | Phim                  |               |
| Mạch Gia                                                                                        | Tối giai phách đương  |               |
| Hồng Kim Bảo                                                                                    | Đề phòng tiểu thủ     |               |
| Trần Huệ Mẫn                                                                                    | Sáp nhập ái tình nhai |               |
| Lâm Tử Tường                                                                                    | Đầu bôn nộ hải        |               |
| Trương Quốc Vinh                                                                                | Liệt hỏa thanh xuân   |               |
| Nữ diễn viên chính xuất sắc nhất                                                                |                       |               |
| Diễn viên                                                                                       | Phim                  |               |
| Lâm Bích Kỳ                                                                                     | Tịnh muội tử          |               |
| Trương Ngải Gia                                                                                 | Tối giai phách đương  |               |
| Chung Sở Hồng                                                                                   | Bạc hà cà phê         |               |
| Mâu Khiên Nhân                                                                                  | Đầu bôn nộ hải        |               |
| Mã Tư Thần                                                                                      | Đầu bôn nộ hải        |               |
| Diễn viên mới xuất sắc nhất                                                                     |                       |               |
| Diễn viên                                                                                       | Phim                  |               |
| Mã Tư Thần                                                                                      | Đầu bôn nộ hải        |               |
| Lâm Bích Kỳ                                                                                     | Tịnh muội tử          |               |
| Ôn Bích Hà                                                                                      | Tịnh muội tử          |               |
| Ôn Bích Hà                                                                                      | Tiểu bì nữ học sinh   |               |
| Lưu Đức Hoa                                                                                     | Đầu bôn nộ hải        |               |
| Chu Tú Lan                                                                                      | Nịnh mông khả nhạc    |               |
| Diệp Đồng                                                                                       | Liệt hỏa thanh xuân   |               |
| Hạ Văn Tịch                                                                                     | Liệt hỏa thanh xuân   |               |